# Haplostylus uthupus
Haplostylus uthupus är en kräftdjursart som beskrevs av Panampunnayil 1997. Haplostylus uthupus ingår i släktet Haplostylus och familjen Mysidae. Inga underarter finns listade i Catalogue of Life.